# Brezje (gmina Radovljica)
Brezje – wieś w Słowenii, w gminie Radovljica. W 2018 roku liczyła 474 mieszkańców.
We wsi Brejze znajduje się sanktuarium Matki Bożej Wspomożycielki, będąca narodowym sanktuarium Słowenii. W kościele, zbudowanym w 1900 r. na miejscu dawnego kościoła pw. św. Wita, kult odbiera wizerunek Matki Bożej, namalowany w 1814 r przez Leopolda Layera (1752-1828). Papież Jan Paweł II w dniu 5 października 1988 r. podniósł kościół do rangi bazyliki mniejszej. 17 maja 1996 podczas swojej pierwszej pielgrzymki do Słowenii nawiedził go osobiście, co upamiętnia pomnik przy wejściu do bazyliki. Co roku pielgrzymuje tu ok. 300 tys. wiernych. Obok bazyliki znajduje się klasztor franciszkanów z 1898 r. 